# ريوتا أوكي (لاعب كرة قدم مواليد 1996)
ريوتا أوكي (باليابانية: 青木 亮太) (6 مارس 1996 في ماتشيدا في اليابان – )؛ هو لاعب كرة قدم ياباني سابق كان يلعب كلاعب وسط.

## وصلات خارجية
- ريوتا أوكي (1996) على موقع رابطة كرة القدم اليابانية للمحترفين (اليابانية)
- ريوتا أوكي (1996) على موقع قاعدة بيانات كرة القدم.إي يو (الإنجليزية)
- ريوتا أوكي (1996) على موقع Soccerway.com (الإنجليزية)
- ريوتا أوكي (1996) على موقع عالم كرة القدم.نت (الإنجليزية)